# Petersburg (Illinois)
Petersburg è un comune degli Stati Uniti d'America, situato in Illinois, nella Contea di Menard, della quale è il capoluogo.